# Rotundina
Rotundina es un género de foraminífero planctónico normalmente considerado un subgénero de Globotruncana, es decir Globotruncana (Rotundina), de la subfamilia Globotruncaninae, de la familia Globotruncanidae, de la superfamilia Globotruncanoidea, del suborden Globigerinina y del orden Globigerinida. Su especie tipo es Globotruncana stephani. Su rango cronoestratigráfico abarcaba desde el Albiense (Cretácico inferior) hasta el Turoniense Cretácico superior.

## Descripción
Rotundina incluía especies con conchas trocoespiraladas, de forma biconvexa o cóncavo-convexa; sus cámaras eran ovaladas a subromboidales, trapezoidales en el lado espiral; sus suturas intercamerales eran rectas e incididas en el lado umbilical, y curvas y niveladas o ligeramente incididas en el lado espiral, aunque elevadas y pustulosas en las primeras cámaras (carena circumcameral); su contorno era redondeando y lobulado; su periferia era aguda, con una prominente y ancha carena pustulosa o nodulosa; su ombligo era estrecho; su abertura era interiomarginal, umbilical-extraumbilical, en forma de arco bajo y protegida con un pórtico; presentaban pared calcítica hialina, macroperforada, con la superficie débilmente pustulada.

## Discusión
La mayor parte de los autores han considerado Rotundina un sinónimo subjetivo posterior de Praeglobotruncana. La única diferencia apreciable entre Rotundina y Praeglobotruncana es que la primera la murica está débilmente desarrollada en su lado espiral y las carenas circumcamerales espiral está más fuertemente desarrolladas. Clasificaciones posteriores incluirían Rotundina en la Superfamilia Globigerinoidea.

## Paleoecología
Rotundina incluía especies con un modo de vida planctónico, de distribución latitudinal cosmopolita, preferentemente tropical-subtropical, y habitantes pelágicos de aguas profundas (medio mesopelágico inferior a batipelágico superior).

## Clasificación
Rotundina incluía a las siguientes especies:
- Rotundina cretacea †
- Rotundina marginata †
- Rotundina ordinaria †
- Rotundina stephani †